# Margarita Matulian

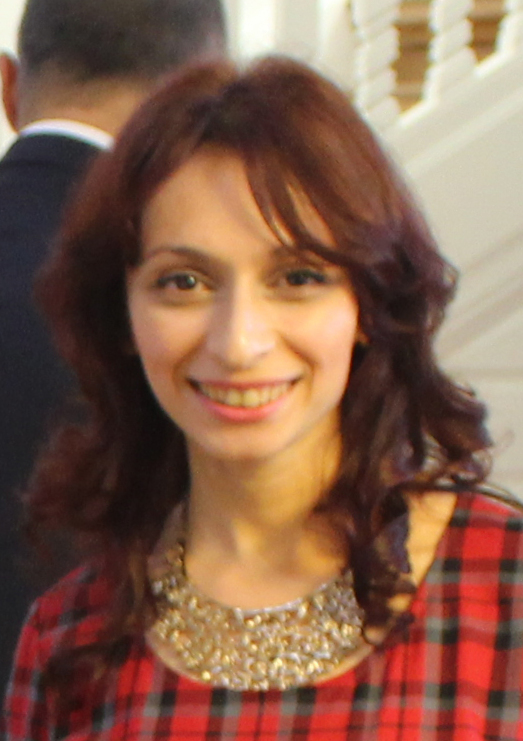
Margarita Matulian (2016)

Margarita Matulian (armenisch Մարգարիտա Մատուլյան, geboren am 7. Juni 1985 in Jerewan) ist eine armenische Künstlerin und Bildhauerin.

## Leben und Wirken
Margarita Matulian wurde in Jerewan (Armenien) in eine Künstlerfamilie geboren. Sie ist die Tochter des Malers Tigran Matulian. Nach ihrer Schulzeit absolvierte sie von 2002 bis 2007 die Staatliche Kunstakademie in Jerewan. Seit 2006 nimmt sie regelmäßig an Ausstellungen teil, seit 2010 ist sie Mitglied im Künstlerverband Armeniens. Margarita Matulian unterrichtet als Dozentin für Bildhauerei am Institut für Bildende Kunst. Ihre künstlerischen Arbeiten werden von der Aramé Kunstgalerie in Jerewan vertreten.
Matulian arbeitet hauptsächlich figürlich in Bronze und Kupfer sowie in Papier. Ihre Papierskulpturen sind ein eigenständiger Teil ihrer künstlerischen Arbeit. Papier wählte sie anfangs, um die Vorarbeiten und Skizzen für ihre metallischen Kunstwerke zu erleichtern. Daraus entwickelte sich eine besondere Faszination und künstlerisches Interesse für Papierskulpturen, denen sie auch eigene Ausstellungen widmet.

## Ausstellungen (Auswahl)

### Einzelausstellungen
- 2006: Bronzefiguren, Albert & Tov Boyajian Gallery, Jerewan
- 2010: Papierstatuen, Academia Gallery, Jerewan
- 2016: Bildhauerei, Armenische Botschaft Kopenhagen, Dänemark

### Gruppenausstellungen
- 2007: „Nune Tumanyan and Students“, Albert & Tov Boyajian Gallery, Jerewan
- 2007: Ausstellungswettbewerb zum 15-jährigen Jubiläum der Befreiung von Shoushi, Nationalgalerie Armeniens, Jerewan
- 2009: Ausstellungswettbewerb für junge Künstler anlässlich des St. Sarkis Day, Armenischer Künstlerverband, Jerewan
- 2009: Ausstellung zum Internationalen Frauentag (8. März), Armenischer Künstlerverband, Jerewan
- 2009: Landesausstellung Grafik und Skulptur, Armenischer Künstlerverband, Jerewan
- 2010: Landesausstellung zum Internationalen Frauentag (8. März), Armenischer Künstlerverband, Jerewan
- 2010: Ausstellungswettbewerb für junge Künstler zum St. Sarkis Day, Armenischer Künstlerverband, Jerewan, (2. Preis)
- 2012: Gruppenausstellung, Aramé Art Gallery, Jerewan
- 2013: Gruppenausstellung, Aramé Art Gallery, Beirut, Libanon
- 2014: „Beauty in the Palm“, Aramé Art Gallery, Beirut, Libanon
- 2015: Gruppenausstellung, Armenischer Tänzerverband, Jerewan
- 2016: Ausstellung zum Internationalen Frauentag (8. März), Armenischer Künstlerverband, Jerewan